# Wełyka Berezianka
Wełyka Berezianka (ukr. Велика Березянка) – wieś na Ukrainie, w obwodzie kijowskim, w rejonie białocerkiewskim, w hromadzie Taraszcza. W 2022 liczyła 1015 mieszkańców.